# Made in Germany 1995-2011
Made in Germany 1995–2011 is een album met hoogtepunten van de Duitse band Rammstein. Hierop staan 15 reeds uitgebrachte nummers en een nieuwe single, "Mein Land". Alle al bestaande nummers zijn geremasterd voor dit album. Hij wordt uitgebracht in drie edities, de "The Standard Edition" (1 cd), de "Special Edition" (dubbel-cd) en de "Super Deluxe Edition" (2 cd's en 3 dvd's).

## Composities
| Nr. | Titel             | Album                     | Duur |
| --- | ----------------- | ------------------------- | ---- |
| 1.  | Engel             | Sehnsucht                 | 4:24 |
| 2.  | Links 2-3-4       | Mutter                    | 3:42 |
| 3.  | Keine Lust        | Reise, Reise              | 3:42 |
| 4.  | Mein Teil         | Reise, Reise              | 4:22 |
| 5.  | Du hast           | Sehnsucht                 | 3:55 |
| 6.  | Du Riechst So Gut | Herzeleid                 | 4:50 |
| 7.  | Ich Will          | Mutter                    | 3:37 |
| 8.  | Mein Herz Brennt  | Mutter                    | 4:39 |
| 9.  | Mutter            | Mutter                    | 4:28 |
| 10. | Pussy             | Liebe ist Für Alle da     | 3:48 |
| 11. | Rosenrot          | Rosenrot                  | 3:54 |
| 12. | Haifisch          | Liebe ist Für Alle da     | 3:45 |
| 13. | Amerika           | Reise, Reise              | 3:40 |
| 14. | Sonne             | Mutter                    | 4:32 |
| 15. | Ohne Dich         | Reise, Reise              | 4:32 |
| 16. | Mein Land         | Made in Germany 1995-2011 | 3:55 |

| Nr. | Titel                                       | Duur |
| --- | ------------------------------------------- | ---- |
| 1.  | Du Riechst So Gut '98 (Faith No More Remix) | 1:58 |
| 2.  | Du Hast (Jacob Hellner Remix)               | 6:44 |
| 3.  | Stripped (Johan Edlund of Tiamat Remix)     | 4:18 |
| 4.  | Sonne (Clawfinger Remix)                    | 4:11 |
| 5.  | Links 2 3 4 (WestBam Remix)                 | 5:58 |
| 6.  | Mutter (Sono Remix)                         | 7:22 |
| 7.  | Feuer Frei! (Junkie XL Remix)               | 4:10 |
| 8.  | Mein Teil (Pet Shop Boys Remix)             | 4:07 |
| 9.  | Amerika (Olsen Involtini of Emigrate Remix) | 3:15 |
| 10. | Ohne Dich (Laibach Remix)                   | 4:09 |
| 11. | Keine Lust (Black Strobe Remix)             | 7:08 |
| 12. | Benzin (Meshuggah Remix)                    | 5:05 |
| 13. | Rosenrot (Northern Lite Remix)              | 4:45 |
| 14. | Pussy (Scooter Remix)                       | 4:54 |
| 15. | Rammlied (Devin Townsend Remix)             | 5:09 |
| 16. | Ich tu Dir Weh (Fukkk Offf Remix)           | 6:07 |
| 17. | Haifisch (Hurts Remix)                      | 3:45 |

| Nr. | Titel                               | Album                 | Duur |
| --- | ----------------------------------- | --------------------- | ---- |
| 1.  | Du Riechst So Gut (Music Video)     | Herzeleid             |      |
| 2.  | Du Riechst So Gut (Making of)       |                       |      |
| 3.  | Seemann (Music Video)               | Herzeleid             |      |
| 4.  | Seemann (Making of)                 |                       |      |
| 5.  | Rammstein (Music Video)             | Herzeleid             |      |
| 6.  | Rammstein (Making of)               |                       |      |
| 7.  | Engel (Music Video)                 | Sehnsucht             |      |
| 8.  | Engel (Making of)                   |                       |      |
| 9.  | Du Hast (Music Video)               | Sehnsucht             |      |
| 10. | Du Hast (Making of)                 |                       |      |
| 11. | Du Riechst So Gut '98 (Music Video) | Du Riechst So Gut '98 |      |
| 12. | Du Riechst So Gut '98 (Making of)   |                       |      |
| 13. | Stripped (Music Video)              | For the Masses        |      |
| 14. | Stripped (Making of)                |                       |      |

| Nr. | Titel                     | Album        | Duur |
| --- | ------------------------- | ------------ | ---- |
| 1.  | Sonne (Music Video)       | Mutter       |      |
| 2.  | Sonne (Making of)         |              |      |
| 3.  | Links 2 3 4 (Music Video) | Mutter       |      |
| 4.  | Links 2 3 4 (Making of)   |              |      |
| 5.  | Ich Will (Music Video)    | Mutter       |      |
| 6.  | Ich Will (Making of)      |              |      |
| 7.  | Mutter (Music Video)      | Mutter       |      |
| 8.  | Mutter (Making of)        |              |      |
| 9.  | Feuer Frei! (Music Video) | Mutter       |      |
| 10. | Feuer Frei! (Making of)   |              |      |
| 11. | Mein Teil (Music Video)   | Reise, Reise |      |
| 12. | Mein Teil (Making of)     |              |      |
| 13. | Amerika (Music Video)     | Reise, Reise |      |
| 14. | Amerika (Making of)       |              |      |
| 15. | Ohne Dich (Music Video)   | Reise, Reise |      |
| 16. | Ohne Dich (Making of)     |              |      |
| 17. | Keine Lust (Music Video)  | Reise, Reise |      |
| 18. | Keine Lust (Making of)    |              |      |

| Nr. | Titel                         | Album                     | Duur |
| --- | ----------------------------- | ------------------------- | ---- |
| 1.  | Benzin (Music Video)          | Rosenrot                  |      |
| 2.  | Benzin (Making of)            |                           |      |
| 3.  | Rosenrot (Music Video)        | Rosenrot                  |      |
| 4.  | Rosenrot (Making of)          |                           |      |
| 5.  | Mann Gegen Mann (Music Video) | Rosenrot                  |      |
| 6.  | Mann Gegen Mann (Making of)   |                           |      |
| 7.  | Pussy (Music Video)           | Liebe ist Für Alle da     |      |
| 8.  | Pussy (Making of)             |                           |      |
| 9.  | Ich tu Dir Weh (Music Video)  | Liebe ist Für Alle da     |      |
| 10. | Ich tu Dir Weh (Making of)    |                           |      |
| 11. | Haifisch (Music Video)        | Liebe ist Für Alle da     |      |
| 12. | Haifisch (Making of)          |                           |      |
| 13. | Mein Land (Music Video)       | Made in Germany 1995-2011 |      |
| 14. | Mein Land (Making of)         |                           |      |

## Leden
Rammstein
- Till Lindemann – Zanger
- Richard Z. Kruspe – Leadgitaar
- Paul H. Landers – Slaggitaar
- Oliver "Ollie" Riedel – Basgitaar
- Christoph "Doom" Schneider – Drummer
- Christian "Flake" Lorenz – Keyboardspeler

## Hitnoteringen

### NederlandseAlbum Top 100
| Hitnotering: 10-12-2011 t/m 31-03-2012 | Hitnotering: 10-12-2011 t/m 31-03-2012 | Hitnotering: 10-12-2011 t/m 31-03-2012 | Hitnotering: 10-12-2011 t/m 31-03-2012 | Hitnotering: 10-12-2011 t/m 31-03-2012 | Hitnotering: 10-12-2011 t/m 31-03-2012 | Hitnotering: 10-12-2011 t/m 31-03-2012 | Hitnotering: 10-12-2011 t/m 31-03-2012 | Hitnotering: 10-12-2011 t/m 31-03-2012 | Hitnotering: 10-12-2011 t/m 31-03-2012 | Hitnotering: 10-12-2011 t/m 31-03-2012 | Hitnotering: 10-12-2011 t/m 31-03-2012 | Hitnotering: 10-12-2011 t/m 31-03-2012 | Hitnotering: 10-12-2011 t/m 31-03-2012 | Hitnotering: 10-12-2011 t/m 31-03-2012 | Hitnotering: 10-12-2011 t/m 31-03-2012 | Hitnotering: 10-12-2011 t/m 31-03-2012 | Hitnotering: 10-12-2011 t/m 31-03-2012 | Hitnotering: 10-12-2011 t/m 31-03-2012 |
| Week:                                  | 1                                      | 2                                      | 3                                      | 4                                      | 5                                      | 6                                      | 7                                      | 8                                      | 9                                      | 10                                     | 11                                     | 12                                     | 13                                     | 14                                     | 15                                     | 16                                     | 17                                     |                                        |
| -------------------------------------- | -------------------------------------- | -------------------------------------- | -------------------------------------- | -------------------------------------- | -------------------------------------- | -------------------------------------- | -------------------------------------- | -------------------------------------- | -------------------------------------- | -------------------------------------- | -------------------------------------- | -------------------------------------- | -------------------------------------- | -------------------------------------- | -------------------------------------- | -------------------------------------- | -------------------------------------- | -------------------------------------- |
| Positie:                               | 18                                     | 44                                     | 52                                     | 47                                     | 46                                     | 47                                     | 47                                     | 60                                     | 59                                     | 86                                     | 76                                     | 84                                     | 73                                     | 47                                     | 58                                     | 90                                     | 94                                     | uit                                    |

### VlaamseUltratop 200Albums
| Hitnotering: 10-12-2011 t/m | Hitnotering: 10-12-2011 t/m | Hitnotering: 10-12-2011 t/m | Hitnotering: 10-12-2011 t/m | Hitnotering: 10-12-2011 t/m | Hitnotering: 10-12-2011 t/m | Hitnotering: 10-12-2011 t/m | Hitnotering: 10-12-2011 t/m | Hitnotering: 10-12-2011 t/m | Hitnotering: 10-12-2011 t/m | Hitnotering: 10-12-2011 t/m | Hitnotering: 10-12-2011 t/m | Hitnotering: 10-12-2011 t/m | Hitnotering: 10-12-2011 t/m | Hitnotering: 10-12-2011 t/m | Hitnotering: 10-12-2011 t/m | Hitnotering: 10-12-2011 t/m | Hitnotering: 10-12-2011 t/m | Hitnotering: 10-12-2011 t/m | Hitnotering: 10-12-2011 t/m | Hitnotering: 10-12-2011 t/m |
| Week:                       | 1                           | 2                           | 3                           | 4                           | 5                           | 6                           | 7                           | 8                           | 9                           | 10                          | 11                          | 12                          | 13                          | 14                          | 15                          | 16                          | 17                          | 18                          | 19                          | 20                          |
| --------------------------- | --------------------------- | --------------------------- | --------------------------- | --------------------------- | --------------------------- | --------------------------- | --------------------------- | --------------------------- | --------------------------- | --------------------------- | --------------------------- | --------------------------- | --------------------------- | --------------------------- | --------------------------- | --------------------------- | --------------------------- | --------------------------- | --------------------------- | --------------------------- |
| Positie:                    | 17                          | 6                           | 7                           | 13                          | 11                          | 14                          | 15                          | 14                          | 20                          | 36                          | 31                          | 31                          | 46                          | 34                          | 15                          | 27                          | 38                          | 45                          | 46                          | 50                          |
| Week                        | 21                          | 22                          | 23                          | 24                          | 25                          | 26                          | 27                          | 28                          | 29                          | 30                          | 31                          | 32                          | 33                          | 34                          | 35                          | 36                          | 37                          | 38                          | 39                          | 40                          |
| Nummer                      | 54                          | 64                          | 65                          | 81                          | 69                          | 82                          | 84                          | 74                          |                             |                             |                             |                             |                             |                             |                             |                             |                             |                             |                             |                             |